# Che sarà
«Che sarà» —en español: «¿Qué será?»— es una canción escrita por los autores italianos Jimmy Fontana y Franco Migliacci e interpretada por José Feliciano y el grupo Ricchi e Poveri, que se estrenó en la edición del Festival de San Remo de 1971 donde logró el segundo lugar. La versión de José Feliciano fue un éxito tanto en Italia como en algunos países del Centro y Este de Europa y alcanzó gran popularidad en algunos países de Oriente Medio y hasta en Japón. Tuvo aún más éxito la versión que Feliciano grabó en español bajo el título ¿Qué será? para España y América Latina. También alcanzó los primeros puestos en las clasificaciones de los países escandinavos con la versión en inglés Shake a Hand, no así en la clasificación estadounidense.
Cantantes como Al Bano o Nicola di Bari también tienen sus versiones del tema.
El texto de la canción, que cuenta la tristeza de un hombre que se ha visto obligado a abandonar su pueblo natal (Paese mio che stai sulla collina, disteso come un vecchio addormentato -Pueblo mío que estás sobre la colina, tendido como un viejo dormido-), se ha inspirado en Cortona, una ciudad toscana muy querida por el autor Migliacci, quien pasó allí muchos años de su vida. Fontana, en cambio, se inspiró en Bernalda. Sin embargo, es curioso que la historia relatada se corresponde con la historia personal de José Feliciano, quien nació en el pueblo montañoso de Lares, Puerto Rico, y que se fue a Nueva York  con su familia, al igual que muchas otras personas de América Latina, a buscar fortuna en los Estados Unidos. De hecho, la canción en su versión en español es considerada como un "himno a la inmigración" de la población de América.
Existe una versión francesa cantada por Mike Brant y titulada Qui saura ? 
El tema de la canción no es el exilio, aunque el cantante era Israelí de origen chipriota, sino que la tristeza de perder el amor de su vida. 

## Posicionamiento en listas
| Versión/Título          | País         | Posición |
| ----------------------- | ------------ | -------- |
| Italiano / «Che sarà»   | Italia       | 2        |
| Italiano / «Che sarà»   | Países Bajos | 1        |
| Italiano / «Che sarà»   | Austria      | 1        |
| Italiano / «Che sarà»   | Alemania     | 7        |
| Italiano / «Che sarà»   | Bélgica      | 2        |
| Español / «¿Qué será?»  | España       | 1        |
| Español / «¿Qué será?»  | Argentina    | 2        |
| Español / «¿Qué será?»  | Puerto Rico  | 7        |
| Inglés / «Shake a Hand» | Suecia       | 1        |
| Inglés/ «Shake a Hand»  | Dinamarca    | 1        |
| Inglés / «Shake a Hand» | Noruega      | 9        |